# إدميلسون
إدميلسون هو لاعب كرة قدم برازيلي في مركز الهجوم، ولد في 16 أبريل 1968 في البرازيل. لعب مع سبورت ريسيفي.